# Prodidomus djibutensis
Prodidomus djibutensis là một loài nhện trong họ Gnaphosidae.
Loài này thuộc chi Prodidomus. Prodidomus djibutensis được R. de Dalmas miêu tả năm 1919.